# Miguel Chamorro
Miguel San Martín Chamorro Campos (Chile, ¿?) es un futbolista chileno que jugó como arquero en el Club Deportivo Municipal Iquique, siendo uno de los baluartes en el ascenso del club a la segunda división de honor del fútbol chileno.